# Josef Josephi
Répertoire
- Jan Janicki dans Der Bettelstudent de Carl Millöcker (1882)
- Guido dans Eine Nacht in Venedig de Johann Strauss II(1883)
- Conte Erminio dans Gasparone de Carl Millöcker (1884)
- Botho von Wendt dans Waldmeister de Johann Strauss II (1895)

Josef Josephi, nom de scène de Josef Ichhäuser (né le 15 juillet 1852 à Cracovie, mort le 8 janvier 1920 à Berlin) est un chanteur classique autrichien.

## Biographie
Fils d'un marchand de tissu, il va d'abord en 1871 à l'université technique de Cracovie, mais devient acteur contre la volonté de son père. Il fait ses débuts en 1873 au Rudolfsheimer Bühne à Vienne dans un petit rôle de soldat dans La Conjuration de Fiesque de Gênes de Friedrich von Schiller. Ses années d'apprentissage l'amènent notamment à Nagykanizsa, Chemnitz ou Breslau. Après un engagement au Grazer Landestheater, il est engagé au Ringtheater à Vienne en 1878. En 1880, il joue au Carltheater, en 1882, il arrive au Theater an der Wien.
Le succès dans l'exécution de rôles avec du chant l'incite à décider de se consacrer à ses rôles et de devenir chanteur.
En tant que ténor d'opérette, Josephi devient rapidement très populaire auprès du public. Avec Alexander Girardi, Karl Lindau et Therese Biedermann, il forme une « élite de l'opérette viennoise ».
En 1900, il s'installe à Berlin. Il est engagé en 1906 pour deux ans au Friedrich-Wilhelmstädtisches Theater, puis pendant cinq ans au Metropol-Theater, où il apparaît dans les grandes critiques annuelles de Victor Hollaender et Julius Freund aux côtés de Fritzi Massary, Joseph Giampietro et Guido Thielscher. Il est l'interprète principal de nombreux succès d'opérettes et de revues de l'équipe Hollaender-Freund.
En raison de sa popularité, il peut se consacrer exclusivement au vaudeville et au chant pendant quelques années. Au Wintergarten et au Eden-Theater, il présente des chansons de Julius Einödshofer, Erik Meyer-Helmund, Rudolf Nelson et Gustav Wanda.
Le soir du Nouvel An 1919, Josephi monte sur scène pour la dernière fois.

## Source de la traduction
- (de) Cet article est partiellement ou en totalité issu de l’article de Wikipédia en allemand intitulé « Josef Josephi » (voir la liste des auteurs).

1. ↑  (de) « Einer von der alten Operettengarde », Neue Freie Presse,‎ 19 janvier 1920, p. 4 (lire en ligne)